# Gaetano Dall'Oro
Gaetano Dall'Oro (Lodi, 27 gennaio 1913 – Beghemeder, 30 agosto 1937) è stato un militare italiano, decorato con la medaglia d'oro al valor militare alla memoria nel corso delle grandi operazioni di polizia coloniale in Africa Orientale Italiana.

## Biografia
Nacque a Lodi il 27 gennaio 1913, figlio di Luigi e Ida Cattaneo. Dopo aver interrotto gli studi universitari venne ammesso a frequentare Scuola allievi ufficiali di complemento di Spoleto il 6 novembre 1933, uscendone con il grado di sottotenente il 14 giugno 1934. Ultimato il servizio di prima nomina presso il 93º Reggimento fanteria fu trattenuto in servizio attivo e con il reggimento partì per la Tripolitania il 25 settembre 1935. Rientrato in Patria con il reparto un mese dopo, ottenne di essere destinato in Africa Orientale per le esigenze legate alla guerra d'Etiopia e il 4 dicembre salpò da Napoli col XIII battaglione complementi speciali mobilitato, sbarcando a Massaua il giorno 13 dello stesso mese. Nel marzo 1936 entrava volontariamente in servizio nell'VIII gruppo battaglioni eritreo partecipando in forza al XXV Battaglione alle operazioni di guerra fino all'occupazione di Dessiè e alle operazioni di polizia nel territorio dei Beghemeder nell'Harrar. Cadde in combattimento a fianco del suo comandante di battaglione, maggiore Edgardo Feletti, il 30 agosto 1937. Entrambi gli ufficiali furono decorati con la medaglia d'oro al valor militare alla memoria. L'università di Torino gli conferì postuma la laurea in Scienze economiche.

### Fonti
1. ↑  Gruppo Medaglie d'Oro al Valore Militare 1965, p. 253.
2. 1 2 3 4 5 6 7  Combattenti Liberazione.
3. ↑  Registrato alla Corte dei conti del 21 febbraio 1939, registro 2 Africa Italiana, foglio 189.
4. ↑   Medaglia d'oro al valor militare Dall'Oro, Gaetano, su quirinale.it, Quirinale. URL consultato l'11 febbraio 2023.